# Elecciones presidenciales de Colombia de 1849
Elecciones llevadas a cabo el miércoles 7 de marzo de 1849 para elegir al presidente de la República de la Nueva Granada.

## Colegio electoral
| ' | Candidato a presidente   | Partido     | Votos |
| - | ------------------------ | ----------- | ----- |
|   | José Hilario López       | Liberal     | 725   |
|   | Joaquín Gori             | Conservador | 384   |
|   | Rufino Cuervo            | Conservador | 304   |
|   | Mariano Ospina Rodríguez | Conservador | 81    |
|   | Joaquín Barriga          | Conservador | 74    |
|   | Florentino González      | Liberal     | 71    |
|   | Eusebio Borrero          | Conservador | 54    |

## Perfeccionamiento
El Congreso debía escoger presidente entre los 3 candidatos más votados y en una apretada y polemizada elección, luego de cuatro rondas, triunfó el General José Hilario López. El general José de Obaldía fue elegido vicepresidente.
| Candidato a presidente | Partido     | Primera ronda | Segunda ronda | Tercera ronda | Cuarta ronda |
| ---------------------- | ----------- | ------------- | ------------- | ------------- | ------------ |
| José Hilario López     | Liberal     | 37            | 40            | 42            | 45           |
| Joaquín Gori           | Conservador | 10            | 0             | 0             | 0            |
| Rufino Cuervo          | Conservador | 37            | 42            | 39            | 39           |
| En blanco              |             | 0             | 2             | 3             | 0            |